# Yager
Yager est un jeu vidéo de combat aérien développé par Yager Development et édité par THQ et Kemco, sorti à partir de 2003 sur Windows et Xbox.

## Trame
Le jeu met en scène un pilote de combat du nom de Magnus Tide. Plus exactement ce dernier est un freelancer, c'est-à-dire un pilote indépendant qui accepte de travailler pour une corporation. L'histoire se déroule dans un XXIe siècle où le pouvoir appartient aux corporations. 

## Système de jeu
Yager est une simulation de vaisseaux qui se déroule sur Terre. Les combats aériens ont lieu à basse altitude.
Les missions réalisées sont notées par des étoiles sur une échelle de 0 à 6. Les quatrièmes et sixièmes étoiles permettent de débloquer de nouveaux vaisseaux, sachant qu'il n'existe qu'un seul niveau de difficulté.

## Accueil
- Jeux vidéo Magazine : 17/20 (XB)[1]